# Lilly Platt
Pour les articles homonymes, voir Platt.
Lilly Platt (née le 18 avril 2008) est une environnementaliste néerlandaise d'origine britannique. Platt est connue pour sa jeunesse et pour avoir mené des grèves pacifiques pour exprimer ses préoccupations environnementales. Elle est l'ambassadrice mondiale de YouthMundus, Earth.org et WODI ; ambassadrice de la jeunesse pour Plastic Pollution Coalition (en)  et How Global; et enfant ambassadeur pour la Journée mondiale du nettoyage. Platt est d'abord devenue virale sur les médias sociaux après avoir publié des déchets de plastique qu'elle a ramassés et triés en conséquence. Au fil des ans, elle a ramassé plus de 100 000 déchets. 
Platt est née en Grande-Bretagne. Sa famille a déménagé aux Pays -Bas alors qu'elle est âgée de sept ans.

## Environnementalisme
En 2015, Platt se promenait le long d'un parc aux Pays -Bas avec son grand-père lorsqu'elle a remarqué des déchets de plastique éparpillés sur le sol. Elle a décidé de les compter pour pratiquer son néerlandais. Ils ont rassemblé 91 morceaux de plastique en 10 minutes. Son grand-père lui a en outre expliqué comment les déchets finissaient par devenir de la soupe de plastique (en).  Cet incident a déclenché son initiative environnementale et à 7 ans, elle a lancé Lilly's Plastic Pickup. Grâce à cette action de nettoyage, elle ramasse les déchets et les trie méticuleusement. Elle les publie sur les réseaux sociaux afin de sensibiliser à la question.  Au fil des ans, Platt a ramassé plus de 100000 déchets, allant des bouteilles, des paquets de cigarettes, des cartons de boissons, etc. Ainsi, Platt partage également l'effet du plastique sur la faune et l'écosystème . Depuis qu'elle est devenue virale, son initiative a été saluée dans le monde entier. 
Depuis qu'elle est enfant, Platt a montré un penchant pour les animaux, en particulier ceux considérés comme physiquement peu attrayants. Elle a été victime d'intimidation à l'école à cause de cela, et un seul de ses pairs s'est intéressé à ses activités de nettoyage. Platt a ensuite déménagé à la King's School où beaucoup de ses camarades de classe ont participé à ses efforts de nettoyage. 
Lors des élections néerlandaises de 2019, le grand-père de Platt a voté en son nom, alors qu'elle milite pour l'interdiction du plastique. Platt a pris une vidéo et a encouragé les autres à faire de même. 
En septembre 2018, Platt a vu la protestation de Greta Thunberg devant le Parlement suédois concernant l'application de l'Accord de Paris sur le climat. Elle a été inspirée et a également décidé de se mettre en grève. Après quelques semaines, Greta Thunberg a rejoint les grèves de Platt aux Pays-Bas, considérant que les Pays-Bas avaient été l'un des plus gros émetteurs de gaz à effet de serre de l'Union européenne. Toutes deux ont été invités à Bruxelles où ils ont assisté à un rassemblement sur le climat devant le Parlement européen. 
Chaque vendredi, Platt se met en grève devant les bâtiments gouvernementaux pour protester contre la crise climatique, avec ou sans compagnie.